# ジョン・キツセ
ジョン・イツロウ・キツセ(John Itsuro Kitsuse、漢字表記：橘瀬・ジョン・イツロウ　1923年 - 2003年)は、米国の社会学者、ノースウェスタン大学名誉教授、学位はPh.D.

専攻は犯罪社会学。社会問題、犯罪学、逸脱の社会学の研究、とりわけ社会問題を社会構造として研究したパイオニア的な研究で知られる。

## 履歴
日系アメリカ人二世であるキツセは大東亜戦争中の1942年から1943年にかけてはカリフォルニアの日系人強制収容所に収監された。その後ボストン大学で学士号を、カリフォルニア大学ロサンゼルス校で修士号と博士号を取得している。
戦後は1977 年から晩年まで、同僚のマルコム スペクターと共同研究を行い、その結果を著書『社会問題の構築』に著している。

## 著作
- Kitsuse & Malcolm B. Spector, 2001 　Constructing social problems. Transaction Publishers